# Parastenocrobylus borneensis
Parastenocrobylus borneensis är en insektsart som beskrevs av Willemse, C. 1921. Parastenocrobylus borneensis ingår i släktet Parastenocrobylus och familjen gräshoppor. Inga underarter finns listade i Catalogue of Life.